# Janvier 1974

## Évènements
- États-Unis : le secrétaire d’État à la Défense James Schlesinger invoque le droit des pays industriels à la croissance et par conséquent leur droit à intervenir contre les pays sous-développés qui par quelque décision économique mettraient leur prospérité en danger.
- Janvier - mars (Inde) : émeutes dans le Gujerat et le Maharashtra (janvier), puis au Bihâr (mars). Le Gujerat est placé sous le president’s rule (gouvernement direct du pouvoir central).

- 1er janvier[1] : retour des institutions locales en Ulster. Le gouvernement est confié à un exécutif associant les unionistes modérés de Brian Faulkner et les nationalistes non violents du parti travailliste social-démocrate.

- 3 janvier[2] : nouvelle Constitution en Birmanie instituant un régime à parti unique.

- 13 janvier, (Formule 1) : Grand Prix automobile d'Argentine.

- 18 janvier : accord du « kilomètre 101 » entre Israël et Égypte à la suite de la navette de Henry Kissinger des 10-18 janvier. Les forces israéliennes se retirent sur une ligne distante d’environ 20 km du canal de Suez. Une zone tampon est créée entre les deux armées et occupée par la FUNU.

- 19 janvier : 
  - La marine chinoise s’installe aux îles Paracel qu’elle revendique au détriment du Sud Viêt Nam.
  - La France abandonne la défense des parités fixes, mais ajustables, au profit du flottement autonome du franc. Sa sortie du serpent monétaire européen réduit ce dernier à un mécanisme croupion [3].

- 26 janvier, France : échec de la motion de censure déposée par la Gauche.

- 27 janvier, (Formule 1) : Grand Prix automobile du Brésil.

- 27 janvier - 17 février[4] : le Front national remporte les élections en Birmanie. La république populaire socialiste de Birmanie est proclamée après un référendum. La nouvelle Constitution de 1974 transfère le pouvoir du parti unique du Conseil révolutionnaire militaire à une Assemblée du Peuple dirigée par Ne Win et d’autres anciens dirigeants militaires. Les insurrections ethniques qui éclatent dans les États kachin et shan, continuent à refuser l’accès d’importantes régions (surtout la partie birmane du Triangle d'or, fournisseur essentiel du marché mondial de l’opium) au contrôle du gouvernement. L’insurrection du Parti communiste de Birmanie garde le soutien officiel de la Chine. U Nu, réfugié en Thaïlande, appelle sans succès au renversement du gouvernement Ne Win.

## Naissances
- 1er janvier : Karole Rocher, actrice française.
- 3 janvier :
  - Alessandro Petacchi, cycliste italien.
  - Francisco Rivera Ordóñez, matador espagnol.
  - Franck Riester, homme politique français.
- 6 janvier : Romain Sardou, écrivain français.
- 9 janvier : 
  - Jeremy Akers, joueur américain de football américain.
  - Jesulín de Ubrique (Jesús Janeiro Bazán), matador espagnol.
  - Omari Hardwick, acteur américain.
- 12 janvier : Melanie Chisholm, danseuse, personnalité de la télévision, actrice et chanteuse du groupe Spice Girls britannique.
- 16 janvier : Kate Moss, mannequin britannique.
- 21 janvier : Robert Ghiz, premier ministre de l'Île-du-Prince-Édouard.
- 24 janvier : Ibrahima Khalil Kaba, Ministre guinéen.
- 25 janvier : Kamel Madouri, hommes politiques tunisien.
- 26 janvier : Mohamed Tayeb Ghimouz, footballeur algérien.
- 27 janvier : Ole Einar Bjørndalen, skieur norvégien.
- 30 janvier : Christian Bale, acteur britannique.
- 31 janvier : Ary Abittan, acteur et humoriste français.
- janvier : Hichem Mechichi, homme politique tunisien.

## Décès
- 7 janvier : 
  - Paul Ayshford Methuen, zoologiste et peintre britannique (° 29 septembre 1886).
  - Louis-Philippe Paré, enseignant québécois (° 1896).
- 25 janvier : William Fawcett, acteur américain (° 8 septembre 1894).